# Общий органический углерод
Общий органический углерод (англ. Total organic carbon - ТОС) — это количество углерода, содержащегося в органическом соединении, и часто используется в качестве неспецифического показателя качества воды или чистоты фармацевтического производственного оборудования. ТОС может также относиться к количеству органического углерода в почве или в геологической формации, особенно в исходной породе для группы нефтяных месторождений.
Типичный анализ общего углерода (TC) измеряет как общий присутствующий органический углерод (TOC), так и дополняющий его общий неорганический углерод (TIC), причем последний представляет собой количество неорганического углерода, как углерод в карбонатных минералах. Вычитание неорганического углерода из общего количества углерода дает TOC. Другой распространенный вариант анализа TOC включает в себя сначала удаление части TIC, а затем измерение оставшегося углерода. Этот метод включает в себя продувку подкисленного образца безуглеродным воздухом или азотом перед измерением и поэтому более точно называется неочищаемым органическим углеродом (NPOC).

## Измерение
Поскольку все анализаторы TOC фактически измеряют только общий углерод, анализ TOC всегда требует некоторого учета неорганического углерода, который всегда присутствует. Один метод анализа включает в себя двухэтапный процесс, обычно называемый TC-IC. Он измеряет количество неорганического углерода (IC), выделенного из подкисленной аликвоты образца, а также количество общего углерода (TC), присутствующего в образце. TOC вычисляется путем вычитания значения IC из TC образца. Другой вариант использует подкисление образца для выделения углекислого газа и измерения его в виде неорганического углерода (IC), а затем окисление и измерение оставшегося неочищаемого органического углерода (NPOC). Более распространенный метод непосредственно измеряет TOC в образце, снова подкисляя образец до значения рН два или меньше, чтобы высвободить газ IC, но в этом случае в воздух не для измерения. Оставшийся неочищаемый газ CO2 (NPOC), содержащийся в жидкой аликвоте, затем окисляется, высвобождая газы. Затем эти газы направляются на детектор для измерения.
Независимо от того, проводится ли анализ TOC методами TC-IC или NPOC, он может быть разбит на три основных этапа:
1. Подкисление;
2. Окисление;
3. Обнаружение и количественная оценка.

Первая стадия — подкисление образца для удаления газов IC и POC. Выброс этих газов в детектор для измерения или в воздух зависит от того, какой тип анализа представляет интерес: первый — для TC-IC, а второй — для TOC (NPOC).

### Подкисление
Добавление кислоты и инертного газа позволяет всем бикарбонатным и карбонатным ионам превращаться в углекислый газ, и этот продукт IC выпускается вместе с любым NPOC, который присутствовал.

### Окисление
Вторая стадия — это окисление углерода в оставшемся образце в виде углекислого газа (CO2) и других газов. Современные анализаторы TOC выполняют эту стадию окисления несколькими процессами:
1. Высокотемпературное горение;
2. Высокотемпературное каталитическое окисление (HTCO);
3. Только фотоокисление;
4. Термо-химическое оксидирование;
5. Фото-химическое оксидирование;
6. Электролитическое окисление.

#### Высокотемпературное горение
Подготовленные образцы сжигают при температуре 1200 °C в богатой кислородом атмосфере. Весь присутствующий углерод превращается в углекислый газ, проходит через скрубберные трубки для удаления помех, таких как газообразный хлор и водяной пар, и углекислый газ измеряется либо путем поглощения в сильное основание, а затем взвешивается, либо с помощью инфракрасного детектора. Большинство современных анализаторов используют недисперсионное инфракрасное излучение (NDIR) для обнаружения углекислого газа. По сравнению с обычным высокотемпературным каталитическим окислением большое преимущество метода горения заключается в высокой мощности окисления, так что катализаторы, способствующие окислению, являются излишними.

#### Высокотемпературное каталитическое окисление
Ручной или автоматизированный процесс впрыскивает образец на платиновый катализатор при температуре 680 °C в богатой кислородом атмосфере. Концентрация образующегося углекислого газа измеряется с помощью недисперсионного инфракрасного детектора (NDIR).
Окисление образца завершается после закачки в печь, превращая окисляемый материал в образце в газообразную форму. Газ-носитель, не содержащий углерода, транспортирует CO2 через влагоуловитель и галогенидные скрубберы для удаления водяного пара и галогенидов из газового потока до того, как он достигнет детектора. Эти вещества могут мешать обнаружению газа CO2. Метод HTCO может быть полезен в тех областях применения, где присутствуют трудноокисляемые соединения или высокомолекулярные органические вещества, поскольку он обеспечивает почти полное окисление органических веществ, включая твердые вещества и частицы, достаточно мелкие для впрыска в печь. Основным недостатком анализа НТКО является его нестабильная базовая линия, возникающая в результате постепенного накопления нелетучих остатков в трубе сгорания. Эти остатки непрерывно изменяют фоновые уровни TOC, требуя непрерывной коррекции фона. Поскольку водные образцы вводятся непосредственно в очень горячую, обычно кварцевую, печь, можно обрабатывать только небольшие аликвоты (менее 2 миллилитров и обычно менее 400 микролитров) образца, что делает методы менее чувствительными, чем методы химического окисления, способные переваривать в 10 раз больше образца. Кроме того, содержание соли в образцах не сгорает, и поэтому постепенно образуется осадок внутри трубки сгорания, в конечном счете засоряющий катализатор, что приводит к плохой форме пиков и ухудшению точности или точности, если не соблюдаются соответствующие процедуры технического обслуживания. Катализатор должен быть регенерирован или заменен по мере необходимости. Чтобы избежать этой проблемы, обрабатывающая промышленность разработала несколько концепций, таких как матричное разделение, керамические реакторы, лучшее управление технологическим процессом или методы без катализаторов.

#### Фотоокисление (ультрафиолетовое излучение)
В этой схеме окисления только ультрафиолетовый свет окисляет углерод в образце с образованием CO2. Метод УФ-окисления предлагает наиболее надежный и малозатратный метод анализа ТОС в сверхчистых водах.

#### Термохимическое окисление персульфатом
Также известный как нагретый персульфат, этот метод использует то же образование свободных радикалов, что и УФ-окисление персульфата, за исключением использования тепла для увеличения окислительной способности персульфата. Химическое окисление углерода сильным окислителем, таким как персульфат, является высокоэффективным и, в отличие от УФ-излучения, не подвержено более низким восстановлениям, вызванным мутностью образцов. Анализ системных заготовок, необходимый во всех химических процедурах, особенно необходим при использовании методов ТОС с нагретым персульфатом, поскольку этот метод настолько чувствителен, что химические реактивы не могут быть приготовлены с достаточно низким содержанием углерода, чтобы их нельзя было обнаружить. Персульфатные методы используются при анализе сточных вод, питьевой воды и фармацевтических вод. При использовании в сочетании с чувствительными детекторами NDIR нагретые персульфатные приборы TOC легко измеряют TOC в однозначных частях на миллиард (ppb) до сотен частей на миллион (ppm) в зависимости от объема пробы.

### Обнаружение и количественная оценка
Точное обнаружение и количественная оценка являются наиболее важными компонентами процесса анализа TOC. Проводимость и недисперсионный инфракрасный анализатор (NDIR) являются двумя распространенными методами обнаружения, используемые в современных анализаторах ТОС.

#### Проводимость
Существует два типа детекторов проводимости: прямой и мембранный. Прямая проводимость обеспечивает всеобъемлющий подход к измерению CO2. Этот метод обнаружения не использует газ-носитель, хорош в диапазонах частей на миллиард (ppb), но имеет очень ограниченный аналитический диапазон. Проводимость мембраны зависит от фильтрации CO2 перед измерением его с помощью ячейки проводимости. Оба метода анализируют проводимость образца до и после окисления, приписывая это дифференциальное измерение TOC образца. Во время фазы окисления образца образуется CO2 (непосредственно связанный с ТОС в образце) и другие газы.
Растворенный CO2 образует слабую кислоту, тем самым изменяя проводимость исходного образца пропорционально ТОС в образце. Анализ проводимости предполагает, что в растворе присутствует только CO2. До тех пор, пока это верно, то расчет TOC с помощью этого дифференциального измерения является действительным. Однако в зависимости от химических веществ, присутствующих в образце, и их отдельных продуктов окисления они могут оказывать либо положительное, либо отрицательное влияние на фактическое значение ТОС, что приводит к аналитической ошибке. Некоторые из мешающих химических видов включают Cl−, HCO3− , SO32−, SO2−, ClO2− и H+. Небольшие изменения рН и колебания температуры также способствуют неточности. Мембранные анализаторы проводимости улучшили подход прямой проводимости, включив использование гидрофобных газопроницаемых мембран, чтобы обеспечить более «селективное» прохождение растворенного газа CO2 и ничего больше. Это обеспечивает более точное и точное измерение органических веществ, которые были преобразованы в CO2.

#### Недисперсионный инфракрасный анализатор (NDIR)
Метод недисперсионного инфракрасного анализа (NDIR) предлагает единственный практический метод без помех для обнаружения CO2 в анализе TOC. Основное преимущество использования NDIR заключается в том, что он непосредственно и конкретно измеряет CO2, образующийся при окислении органического углерода в реакторе окисления, а не полагается на измерение вторичного, скорректированного эффекта, такого как используемый при измерениях проводимости.
Традиционный детектор NDIR основан на технологии проточной ячейки, при которой продукт окисления непрерывно поступает в детектор и выходит из него. Область поглощения инфракрасного света, специфичная для CO2, обычно около 4,26 мкм (2350 см−1), измеряется с течением времени по мере прохождения газа через детектор. Также проводится второе эталонное измерение, которое не является специфичным для CO2, и дифференциальный результат коррелирует с концентрацией CO2 в детекторе в этот момент. По мере того как газ продолжает поступать в ячейку детектора и выходить из нее, сумма измерений приводит к пику, который интегрируется и коррелируется с общей концентрацией CO2 в аликвоте образца.
Новым достижением технологии NDIR является статическая концентрация под давлением (SPC). Выход клапана с помощью NDIR закрыт, чтобы позволить детектор, чтобы стать под давлением. Как только газы в детекторе достигли равновесия, анализируется концентрация CO2. Это давление потока газа образца в NDIR, запатентованной методике, позволяет повысить чувствительность и точность измерения всей совокупности продуктов окисления образца за одно считывание по сравнению с технологией проточной ячейки. Выходной сигнал пропорционален концентрации CO2 в газе-носителе, образующемся при окислении образца аликвоты. Персульфатное окисление в сочетании с обнаружением NDIR обеспечивает хорошее окисление органических веществ, низкое техническое обслуживание прибора, хорошую точность на уровнях ppb, относительно быстрое время анализа образцов и легко приспосабливается к различным областям применения, включая очищенную воду (PW), воду для инъекций (WFI), CIP, питьевую воду и анализы сверхчистой воды.

## Анализаторы
Практически все анализаторы TOC измеряют CO2, образующийся при окислении органического углерода и/или при подкислении неорганического углерода. Окисление осуществляется либо с помощью Pt-катализируемого горения, либо с помощью нагретого персульфата, либо с помощью ультрафиолетового/персульфатного реактора. Как только CO2 образуется, он измеряется детектором: либо ячейкой проводимости (если CO2 является водным), либо недисперсионной инфракрасной ячейкой (после очистки водного CO2 в газообразную фазу). Обнаружение проводимости желательно только в нижних диапазонах ТОС в деионизированных водах, тогда как обнаружение NDIR превосходит все диапазоны ТОС. Вариация, описанная как мембранное кондуктометрическое обнаружение, может позволить измерять ТОС в широком аналитическом диапазоне как в деионизированных, так и в недеионизированных образцах воды. Современные высокопроизводительные приборы TOC способны обнаруживать концентрации углерода значительно ниже 1 мкг/л (1 часть на миллиард или ppb).
Анализатор общего органического углерода определяет количество углерода в пробе воды. Подкисляя образец и промывая его азотом или гелием, образец удаляет неорганический углерод, оставляя для измерения только органические источники углерода. Существует два типа анализаторов. Один использует горение, а другой — химическое окисление. Это используется в качестве теста на чистоту воды, так как присутствие бактерий вводит органический углерод.

### Полевые испытания анализатора и отчеты
Некоммерческая научно-исследовательская и испытательная организация Instrumentation Testing Association (ITA) может предоставить результаты полевых испытаний онлайн-анализаторов TOC в промышленных сточных водах. Управление по удалению отходов побережья Мексиканского залива (GCWDA), Завод по очистке промышленных сточных вод Bayport в Пасадене, штат Техас, спонсировало и провело это испытание в 2011 году. Завод GCWDA Bayport обрабатывает около 30 мгд промышленных отходов, полученных примерно от 65 клиентов (в основном нефтехимических). Полевые испытания состояли из работы онлайн-анализаторов ТОС на входе установки Bayport, в которых концентрация ТОС может варьироваться от 490 до 1020 мг/л при среднем значении 870 мг/л. GCWDA проводит около 102 анализов TOC в своей лаборатории в день на своем очистном сооружении в Бейпорте и использует измерения TOC для контроля технологического процесса и выставления счетов. GCWDA планирует использовать онлайн-анализаторы TOC для управления технологическими процессами, обнаружения приточных шлаковых нагрузок из отраслей промышленности и потенциально использовать онлайн-анализаторы TOC для обнаружения и мониторинга летучих веществ входящего потока. Полевые испытания проводились в течение 90 дней и использовали лабораторные измерения соответствия один раз в день для сравнения с выходом анализатора, чтобы продемонстрировать общую точность прибора при одновременном воздействии многих изменяющихся параметров, как это происходит в условиях мониторинга в реальном времени. . Результаты полевых испытаний могут предоставить информацию о конструкции приборов, требованиях к эксплуатации и техническому обслуживанию, которые влияют на производительность приборов в полевых условиях. Отчет о полевых испытаниях включает в себя оценку онлайн-анализаторов TOC, использующих следующие технологии: Высокотемпературное горение (HTC), Высокотемпературное каталитическое окисление/Окисление горения (HTCO), Сверхкритическое окисление воды (SCWO) и Двухступенчатое усовершенствованное окисление (TSAO).

### Сгорание
В анализаторе горения половина образца впрыскивается в камеру, где он подкисляется, обычно фосфорной кислотой, чтобы превратить весь неорганический углерод в углекислый газ в соответствии со следующей реакцией:
CO2 + H2O ⇌ H2CO3 ⇌H+ + HCO3− ⇌ 2H+ + CO32−
Затем он отправляется на детектор для измерения. Другая половина образца впрыскивается в камеру сгорания, которая поднимается до температуры 600—700 °C, а некоторые даже до 1200 °C. Здесь весь углерод вступает в реакцию с кислородом, образуя углекислый газ. Затем его смывают в охлаждающую камеру и, наконец, в детектор. Обычно в качестве детектора используется недисперсионный инфракрасный спектрофотометр. Находя общий неорганический углерод и вычитая его из общего содержания углерода, определяют количество органического углерода.

### Химическое окисление
Анализаторы химического окисления вводят образец в камеру с фосфорной кислотой, а затем персульфатом. Анализ разделен на два этапа. Неорганический углерод удаляют подкислением и продувкой. После удаления неорганического углерода добавляют персульфат и образец либо нагревают, либо бомбардируют ультрафиолетовым светом от ртутной паровой лампы. Свободные радикалы образуют персульфат и вступают в реакцию с любым доступным углеродом, образуя углекислый газ. Углерод из обеих стадий либо пропускается через мембраны, которые измеряют изменения проводимости, возникающие в результате присутствия различных количеств углекислого газа, либо продувается и обнаруживается чувствительным детектором NDIR. Как и в анализаторе горения, общий образующийся углерод за вычетом неорганического углерода дает хорошую оценку общего органического углерода в образце. Этот метод часто используется в онлайн-приложениях из-за его низких требований к техническому обслуживанию.

## Анализ

### Экологический
С начала 1970-х годов TOC является аналитическим методом, используемым для измерения качества воды в процессе очистки питьевой воды. ТОС в исходных водах поступает из разлагающихся природных органических веществ (NOM), а также из синтетических источников. Гуминовая кислота, фульвокислота, амины и мочевина являются примерами NOM. Некоторые моющие средства, пестициды, удобрения, гербициды, промышленные химикаты и хлорированная органика являются примерами синтетических источников. Перед обработкой исходной воды для дезинфекции TOC дает оценку количества NOM в источнике воды. В водоочистных сооружениях исходная вода подвергается реакции с хлоридсодержащими дезинфицирующими средствами. При хлорировании сырой воды активные соединения хлора (Cl2, HOCl, ClO-) вступают в реакцию с NOM с образованием хлорированных побочных продуктов дезинфекции (DBP). Исследователи определили, что более высокие уровни NOM в исходной воде во время процесса дезинфекции увеличат количество канцерогенов в обработанной питьевой воде.
С принятием Закона США о безопасной питьевой воде в 2001 году анализ TOC стал быстрой и точной альтернативой классическим, но более длительным тестам биологической потребности в кислороде и химической потребности в кислороде, традиционно предназначенным для оценки потенциала загрязнения сточных вод. Сегодня природоохранные ведомства регулируют предельные уровни содержания DBP в питьевой воде.
Содержание ТОС также является важным параметром для оценки качества органических сланцевых ресурсов, которые являются одним из наиболее важных нетрадиционных видов топлива. Были введены многочисленные методы оценки, в том числе основанные на проводных журналах и методах in situ.

### Фармацевтический
Введение органического вещества в водные системы происходит не только из живых организмов и из разлагающихся веществ в исходной воде, но и из материалов систем очистки и распределения. Возможно, существует связь между эндотоксинами, ростом микроорганизмов и развитием биопленок на стенках трубопроводов и ростом биопленок в фармацевтических распределительных системах. Считается, что существует корреляция между концентрациями ТОС и уровнями эндотоксинов и микробов. Поддержание низких уровней ТОС помогает контролировать уровень эндотоксинов и микробов и тем самым развитие роста биопленки. Фармакопея Соединенных Штатов (USP), Европейская фармакопея (EP) и Японская фармакопея (JP) признают TOC необходимым тестом для очищенной воды и воды для инъекций (WFI). По этой причине TOC нашел признание в качестве атрибута управления технологическими процессами в биотехнологической промышленности для мониторинга производительности единичных операций, включающих системы очистки и распределения.